# Catbrook
Catbrook (Welsh: Catffrwd) is een dorp in het graafschap Monmouthshire, Zuidoost Wales.

## Ligging
Catbrook ligt 10 kilometer ten zuiden van Monmouth en anderhalve kilometer ten noordwesten van Tintern.

## Trivia
Catbrook is de woonplaats van ex-Spice Girl Melanie Chisholm.